# Sek Loso
Sek Loso (thai nyelven เสก โลโซ, magyar átírással Szek Loszo), születési nevén Szekszan Szukphimaj (thaiul: เสกสรร สุขพิมาย; 1974. augusztus 7.) thai rockénekes és dalszerző, a Loso (โลโซ) együttes frontembere, Thaiföld rocklegendájának tartják.

## Élete és pályafutása
Sek Loso Thaiföldön született szegény családban. Tizenkét évesen már dolgozott, egy ékszergyárban majd egy légkondicionálókat gyártó üzemben. A keresetéből spórolt pénzen vett gitárt és autodidakta módon megtanult játszani rajta. 1991-ben bárokban kezdett énekelni, majd egy idő után fellépési lehetőséget kapott a főváros egyik legnevesebb klubjában is, ahol Green Day, Nirvana és Jimi Hendrix-dalokat játszott együttesével.
1996-ban alapította meg a Loso-t (az angol Low Society, azaz „alacsony társadalmi rangú” szavakból), ami saját, thai nyelvű dalaival hamar elnyerte a közönség kegyeit. 2006-ig összesen több mint 12 millió lemezt adott el. 2006-ban Sek Loso Londonba költözött nyelvet tanulni és angol nyelvű albumot készített az Oasis együttes gitárosával, Paul Arthursszal.
Egy-egy albuma kétmillió példányban fogy, 2009-es szólóalbumának első kislemezét, a Mai Yom Tad Jai-t ötszázezerszer töltötték le az iTunesról.

## Magánélete
Elvált, három gyermek édesapja. 2016-ban letartóztatták és felfüggesztett börtönbüntetésre és szociális munkára ítélték, mert megtámadta és megverte volt felesége személyi asszisztensét; állítása szerint a transznemű nő lejárató kampányt folytatott ellene a közösségi médiában. 2018-ban újabb két és fél év börtönbüntetésre ítélték, mert fegyverrel fenyegetett meg rendőröket, akik házkutatást akartak tartani a lakásán. Később drogtesztje is pozitív lett, metamfetamint mutattak ki a szervezetében. A bíróság a korábbi felfüggesztett börtönt is visszavonta és hozzáadta a kiszabott büntetéshez. Sek Loso óvadék ellenében szabadlábon védekezhet.